# Valdemorillo
Valdemorillo község Spanyolországban, Madrid tartományban. Valdemorillo Villanueva de la Cañada, Quijorna, Navalagamella, El Escorial, Colmenarejo és Villanueva del Pardillo községekkel határos. Lakosainak száma 14 164 fő (2024).

## Népesség
A település népessége az utóbbi években az alábbiak szerint változott:
| Lakosok száma | 6482 | 8594 | 10 316 | 11 045 | 11 762 | 12 058 | 12 300 | 12 518 | 13 453 | 14 164 |
|               | 2001 | 2004 | 2007   | 2009   | 2012   | 2014   | 2017   | 2019   | 2022   | 2024   |